# Bogumił Hoff
Bogumił Hoff (ur. 6 czerwca 1829 w Radomiu, zm. 26 lutego 1894 w Wiśle) – krajoznawca, etnograf amator, malarz, rysownik, „odkrywca” i propagator Wisły jako letniska.

## Życiorys
Urodził się jako syn Ludwiga Johannesa Christiana Hoffa, pastora ewangelickiego pochodzącego z Meklemburgii. Uczęszczał do szkół w Lublinie, Krakowie i Raciborzu, gdzie zdał maturę. Wbrew woli ojca, który chciał go skierować na studia teologiczne, Bogumił Hoff wybrał zawód rolnika. Po odbyciu niezbędnych praktyk do 1865 r. był administratorem i dzierżawcą majątków rolnych. Później przeniósł się do Poznania, gdzie wydał m.in. Podręcznik rachunkowości (1869) i zorganizował polski teatr amatorski. Wydalony w 1870 r. z miasta przez władze pruskie zamieszkał w austriackim Cieszynie, gdzie podjął pracę jako pomocnik fotografa i zapoznał się z technikami fotograficznymi. Później pracował w Przemyślu i Krakowie, brał również udział w poszukiwaniach złóż surowców mineralnych w Tatrach. W 1877 r. otrzymał posadę urzędnika Kolei Żelaznej Warszawa – Terespol i zamieszkał w Warszawie.
Pasją Bogumiła Hoffa były krajoznawstwo i etnografia. Zmieniając ciągle miejsca pobytu prowadził obserwacje porównawcze dotyczące kultury ludowej, a także utrwalał na płótnie i papierze jej różnorakie przejawy. Podjął współpracę z Oskarem Kolbergiem, który wykorzystał w swoim dziele szereg ilustracji Hoffa. W późniejszych latach wyruszał w teren z aparatem fotograficznym.
Do Wisły Hoff przybył po raz pierwszy w 1882 r., szukając miejsca dla podreperowania zdrowia. Nieznana wówczas jeszcze w ogóle wieś zrobiła na nim miłe wrażenie, więc zaczął przyjeżdżać tu corocznie, a zachwycony jej urokiem rozpoczął propagować jej walory w prasie i wśród przyjaciół. W 1885 r. wybudował tu pierwszą drewnianą willę „Bożydar” (miejscowi nazywali ją „Warszawa”), a nieco później powstały wille „Jasna” i „Janina”. W 1892 r. osiadł w Wiśle na stałe.
Przebywając w Wiśle Bogumił Hoff zbierał materiały etnograficzne, które pomogły mu wydać w 1888 r. monografię tej miejscowości pod nazwą Lud cieszyński. Jego właściwości i siedziby. Obraz etnograficzny (jako tom I pt. „Początki Wisły i Wiślanie” planowanego większego dzieła pt. „Górale Beskidów zachodnich”). Wydał również opartą na miejscowych podaniach powieść pt. Imko Wisełka.
Zmarł w Wiśle. Jego ciało spoczywa na starym cmentarzu ewangelickim „Na Groniczku” w Wiśle.

## Rodzina
Żoną Bogumiła Hoffa była Jadwiga (Hedwig) von Mellenthin (córka Ottona von Mellenthina i Jadwigi von Marwitz), wdowa po Oswaldzie Kretschmerze. Ślub miał miejsce w 1865 w Koźminie, gdzie również urodził się ich jedyny syn Bogdan Hoff.